# Leptodontium stellatifolium
Leptodontium stellatifolium là một loài Rêu trong họ Pottiaceae. Loài này được (Hampe) Broth. mô tả khoa học đầu tiên năm 1902.